# 軟體定義網路

数据链路层：控制器充當的物理层和SDN層的之間的界面

軟體定義網路（英語：software-defined networking，縮寫作 SDN）是一種新型网络架构。它利用OpenFlow協定将路由器的路由過程（控制平面）從封包的轉送過程中分離，改以軟體方式實作，从而使得将分散在各个网络设备上的控制平面进行集中化管理成为可能 ，该架構可使網路管理員在不更動硬體裝置的前提下，以中央控制方式用程序重新規劃網路，為控制網路流量提供了新方案，也为核心網路和應用創新提供了良好平台。SDN可以按使用领域分为：SD-WAN、SD-LAN、SD-DC等，SDN将人工智能引入到网络系统里来，将是未来几年最热门的网络前沿技术之一。
Facebook與Google都在他們的数据中心中使用OpenFlow協定，並成立了開放網路基金會來推動這個技術。

## 歷史
在公開Java程式語言之後不久，昇陽電腦在1995年首次提出軟體定義網路。